# والاسي (دائرة انتخابية في المملكة المتحدة)
والاسي (بالإنجليزية: Wallasey)‏ هي إحدى الدوائر الانتخابية في المملكة المتحدة الممثلة في مجلس العموم في برلمان المملكة المتحدة.
عضو البرلمان الذي يمثلها حالياً هو :Angela Eagle (Lab).